# Drumul spre pierzanie
Drumul spre pierzanie (titlu original: Road to Perdition) este un film american dramatic de acțiune din 2002 regizat de Sam Mendes. În rolurile principale au interpretat actorii Tom Hanks, Paul Newman și Jude Law. Scenariul a fost adaptat de David Self după un roman grafic omonim de Max Allan Collins. Povestea filmului are loc în anul 1931, în timpul Marii Crize Economice și prezintă încercările unui gangster și ale fiului său de a se răzbuna pe un alt mafiot care a ucis restul familiei acestora.

## Prezentare
Filmul are loc în 1931, în timpul Marii Crize Economice, cu o voce a lui Michael Sullivan, Jr., care vorbește despre tatăl său. Michael Sullivan, Sr. a rămas orfan și apoi a fost crescut de șeful mafiei irlandeze John Rooney în Rock Island, Illinois; el este acum cel mai de temut asasin al lui Rooney, fără ca proprii săi copii să știe ceva. Rooney a ajuns să-l iubească pe Sullivan mai mult decât pe propriul său fiu biologic, vulcanicul și imprevizibilul Connor.
Vorbind la înmormântarea fratelui său, asociatul lui Rooney, Finn McGovern, insinuează că Rooney este responsabil pentru moartea fratelui său. Rooney îi trimite pe Connor și Sullivan să vorbească cu McGovern, în timp ce Michael, în vârstă de 12 ani, îi urmărește printr-o gaură din zid, după ce s-a ascuns în spatele mașinii familiei. McGovern neagă ferm că fratele său a furat ceva de la mafie înainte de a sugera că Connor este responsabil, iar Connor îl împușcă pe loc iar Sullivan îi împușcă pe ceilalți martori. Michael este descoperit de cei doi și a jurat că va păstra secretul.
A doua zi, Rooney le vizitează casa pentru a-l intimida pe băiat, iar Michael începe curând să se comporte violent la școală. La o întâlnire cu asociații săi din mafie, Rooney îl umilește în mod intenționat pe Connor, după ce acesta își cere scuze din suflet pentru uciderea lui McGovern. Apoi îl trimite pe Sullivan să încaseze o datorie de la proprietarul unui bar clandestin, Tony Calvino. Connor, gelos și speriat, trimite o scrisoare cu Sullivan pentru Calvino. Calvino o citește și întinde mâna spre revolverul său, dar Sullivan îl ucide atât pe Calvino, cât și pe garda lui de corp. În scrisoare scrie „Omoară-l pe Sullivan și toate datoriile sunt plătite”, iar el se grăbește acasă. Când sosește, descoperă că Connor i-a ucis deja soția, pe Annie, și pe fiul lor mai mic, Peter, dar nu și pe Michael, care a sosit acasă târziu de la școală unde a fost pedepsit.
Sullivan și Michael fug din Rock Island și se îndreaptă spre Chicago pentru a-l întâlni pe Frank Nitti. El se oferă să lucreze pentru Chicago Outfit în schimbul permisiunii de a-l ucide pe Connor, dar Nitti respinge oferta. Rooney, din altă cameră, îi permite fără tragere de inimă lui Nitti să trimită ucigașul independent Harlen Maguire, care lucrează sub acoperire ca fotograf de la locul crimei, pentru a-l ucide pe Sullivan. Nitti sugerează că Michael trebuie ucis și el pentru a-l împiedica să se răzbune în viitor, dar Rooney refuză. Cu toate acestea, Nitti îi ordonă în secret lui Maguire să-l omoare și pe Michael. Maguire îl urmărește pe Sullivan până la un restaurant. Cei doi se întâlnesc și poartă o conversație aparent lejeră, în timp ce Michael se ascunde în mașină. Simțind pericolul, Sullivan pleacă din restaurant prin fereastra toaletei și tăie cauciucurile lui Maguire înainte de a pleca.
Sullivan complotează acum să forțeze banda Chicago Outfit să renunțe la Connor, jefuind băncile unde au depozitat banii. El îl învață pe Michael să conducă pentru a deveni șoferul său. Sullivan este împiedicat să ducă planul la capăt când mafia își retrage banii, așa că îl vizitează pe contabilul lui Rooney, Alexander Rance. Rance îl ține în loc pe Sullivan până când Maguire apare cu o pușcă. Rance este ucis în focul încrucișat înainte ca Sullivan să-l rănească pe Maguire și să scape cu registrele lui Rooney. Cu toate acestea, în timpul evadării, Maguire îl împușcă pe Sullivan în umăr. Michael îi conduce la o fermă după ce Sullivan leșină, aici un cuplu în vârstă fără copii îl ajută să-și revină. Legătura lui Sullivan cu fiul său crește și Michael își dă seama că tatăl său îl iubește.
Registrele dezvăluie că Connor a deturnat de la tatăl său bani de ani de zile, folosind numele unor oameni morți, inclusiv McGovern. Crezând că Rooney va anula ținta asupra sa dacă știe adevărul, Sullivan se întoarce la Chicago, lăsând o parte din banii furați cuplului în vârstă drept mulțumire. Sullivan se confruntă cu Rooney la Mass, astfel află că Rooney știe deja despre Connor și se așteaptă să fie ucis – dacă nu de Sullivan, atunci de oamenii lui Nitti după ce Rooney nu va mai trăi. Încă refuză să renunțe la fiul său și îl îndeamnă pe Sullivan să fugă cu Michael și să se asigure că devine un om mai bun decât oricare dintre ei.
Mai târziu, într-o noapte, acoperit de întuneric și ploaie, Sullivan pune la cale o ambuscadă și îi ucide pe bodyguarzii lui Rooney cu pistolul său mitralieră  Tommy și se duce la Rooney. În timp ce Rooney mormăie „Mă bucur că ești tu”, Sullivan apasă fără tragere de inimă pe trăgaci. Neavând niciun motiv să-l protejeze pe Connor acum că Rooney este mort, Nitti dezvăluie locația lui Connor după ce Sullivan promite că cearta se va încheia cu moartea lui. Sullivan merge la hotelul în care se ascunde Connor și îl ucide în cadă.
Sullivan își duce fiul la casa mătușii lui Sarah pe plaja din Perdition, pe malul lacului Michigan, unde este împușcat de Maguire în interiorul casei, în timp ce fiul său Michael Jr. se află pe plajă. În timp ce Maguire se pregătește să fotografieze moartea lui Sullivan, Michael Jr. apare și îndreaptă cu pistolul către Maguire, dar nu se poate decide să apese trăgaciul. În timp ce Maguire îi face semn lui Michael Jr. să-i dea arma, Sullivan îl împușcă pe Maguire în spate. Michael Jr. îi spune tatălui său că nu a putut apăsa pe trăgaci, iar Michael Sr. dă din cap și zâmbește în timp ce moare în brațele lui cerând iertare.
Michael spune că teama tatălui său era că va urma același drum și că nu a mai pus mâna pe o armă de când a murit tatăl său. Michael conduce mașina înapoi la fermă, spunând că a crescut acolo, iar acum, când este întrebat dacă tatăl lui a fost un om bun, el spune doar: „El a fost tatăl meu”.

## Distribuție
- Tom Hanks – Michael Sullivan, Sr.
- Tyler Hoechlin – Michael Sullivan, Jr.
- Paul Newman – John Rooney
- Jude Law – Harlen Maguire
- Daniel Craig – Connor Rooney
- Stanley Tucci – Frank Nitti[3]
- Jennifer Jason Leigh – Annie Sullivan, soția lui Michael Sullivan, Sr.
- Liam Aiken  – Peter Sullivan, fiul lui Michael Sullivan, Sr.
- Dylan Baker – Alexander Rance
- Ciarán Hinds – Finn McGovern
- Anthony LaPaglia – Al Capone[4][5][6]